# Gerald Robinson
Gerald Robinson (Los Angeles, 15 september 1984) is een Amerikaans-Nederlands professioneel basketballer.

## Carrière
Robinson begon zijn professionele basketbalcarrière in de in Verenigde Staten voor Tennessee-Martin in de NCAA. In 2008 kwam Robinson naar Europa. In 2008 speelde hij voor Oviedo Club Baloncesto en Alerta Cantabria Lobos, twee Spaanse clubs. Het jaar daarop speelde hij een half seizoen voor Plymouth Raiders uit het Verenigd Koninkrijk en de tweede seizoenshelft voor het Duitse USC Freiburg. In het seizoen van 2010/2011 speelde hij wel een volledig seizoen bij het IJslandse Haukar Hafnarfjörður. 
In de zomer van 2011 nam Landstede Basketbal hem over van Haukar Hafnarfjörður waar hij één seizoen speelde. Bij Landstede wist hij gemiddeld 12,3 punten per wedstrijd te scoren. In het seizoen 2012-2013 nam Apollon Limassol uit Cyprus Robinson over. In het seizoen 2013-2014 vertrok Robinson naar het Verenigd Koninkrijk, daar tekende hij voor één seizoen bij Cheshire Phoenix. In het seizoen 2015-2016 komt hij uit voor de Amsterdamse eredivisieclub BC Apollo Amsterdam.